# Abdra
Abdra là một chi thực vật có hoa thuộc họ Cải. Chi này gồm có hai loài, Abdra aprica và Abdra brachycarpa, được tìm thấy ở Hoa Kỳ.